# Cykling vid europeiska spelen 2019
Cykling vid europeiska spelen 2019 avgjordes mellan 22 och 30 juni 2019. Under tävlingarna delades det ut medaljer i 24 stycken grenar. Runt 542 idrottare deltog i tävlingarna som avgjordes i landsvägscykling och velodromcykling.

## Medaljsummering
Bancykling
| Damernas grenar | Guld                                                                   | Silver                                                                 | Brons                                                                          |
| Sprint          | Anastasia Vojnova (RUS)                                                | Mathilde Gros (FRA)                                                    | Darja Sjmeljova (RUS)                                                          |
| 500 meter       | Darja Sjmeljova (RUS)                                                  | Olena Starikova (UKR)                                                  | Miriam Vece (ITA)                                                              |
| Förföljelse     | Tatsiana Sjarakova (BLR)                                               | Marta Cavalli (ITA)                                                    | Tamara Dronova (RUS)                                                           |
| Lagförföljelse  | Italien Elisa Balsamo Martina Alzini Marta Cavalli Letizia Paternoster | Storbritannien Jessica Roberts Megan Barker Jennifer Holl Josie Knight | Polen Katarzyna Pawłowska Justyna Kaczkowska Karolina Karasiewicz Nikol Płosaj |
| Lagsprint       | Ryssland Darja Sjmeljova Anastasia Vojnova                             | Litauen Simona Krupeckaitė Miglė Marozaitė                             | Nederländerna Kyra Lamberink Shanne Braspennincx                               |
| Keirin          | Simona Krupeckaitė (LTU)                                               | Shanne Braspennincx (NED)                                              | Darja Sjmeljova (RUS)                                                          |
| Scratch         | Kirsten Wild (NED)                                                     | Martina Fidanza (ITA)                                                  | Hanna Tjerach (BLR)                                                            |
| Poänglopp       | Hanna Solovej (UKR)                                                    | Verena Eberhardt (AUT)                                                 | Jarmila Machačová (CZE)                                                        |
| Madison         | Storbritannien Jessica Roberts Megan Barker                            | Nederländerna Kirsten Wild Amber van der Hulst                         | Ryssland Diana Klimova Maria Novolodskaja                                      |
| Omnium          | Kirsten Wild (NED)                                                     | Jevgenija Augustinas (RUS)                                             | Elisa Balsamo (ITA)                                                            |

| Herrarnas grenar | Guld                                                             | Silver                                                                     | Brons                                                          |
| Sprint           | Jeffrey Hoogland (NED)                                           | Harrie Lavreysen (NED)                                                     | Denis Dmitrijev (RUS)                                          |
| 1 000 meter      | Tomáš Bábek (CZE)                                                | Francesco Lamon (ITA)                                                      | Krzysztof Maksel (POL)                                         |
| Förföljelse      | Ivan Smirnov (RUS)                                               | Davide Plebani (ITA)                                                       | Claudio Imhof (SUI)                                            |
| Lagförföljelse   | Ryssland Gleb Siritsa Nikita Bersenev Lev Gonov Ivan Smirnov     | Italien Francesco Lamon Carloalberto Giordani Davide Plebani Liam Bertazzo | Schweiz Théry Schir Robin Froidevaux Lukas Rüegg Claudio Imhof |
| Lagsprint        | Nederländerna Roy van den Berg Harrie Lavreysen Jeffrey Hoogland | Frankrike Grégory Baugé Rayan Helal Quentin Caleyron                       | Storbritannien Jack Carlin Jason Kenny Ryan Owens              |
| Keirin           | Harrie Lavreysen (NED)                                           | Rayan Helal (FRA)                                                          | Denis Dmitrijev (RUS)                                          |
| Scratch          | Christos Volikakis (GRE)                                         | Filip Prokopyszyn (POL)                                                    | Jaŭhienij Karaljok (BLR)                                       |
| Poänglopp        | Christos Volikakis (GRE)                                         | Jan-Willem van Schip (NED)                                                 | Dmitrij Muchomedjarov (RUS)                                    |
| Madison          | Schweiz Robin Froidevaux Tristan Marguet                         | Nederländerna Jan-Willem van Schip Yoeri Havik                             | Österrike Andreas Graf Andreas Müller                          |
| Omnium           | Jan-Willem van Schip (NED)                                       | Théry Schir (SUI)                                                          | Daniel Staniszewski (POL)                                      |

Landsvägscykling
| Gren                | Guld                   | Silver                | Brons                      |
| Damernas linjelopp  | Lorena Wiebes (NED)    | Marianne Vos (NED)    | Tatstsiana Sjarakova (BLR) |
| Herrarnas linjelopp | Davide Ballerini (ITA) | Alo Jakin (EST)       | Daniel Auer (AUT)          |
| Damernas tempolopp  | Marlen Reusser (SUI)   | Chantal Blaak (NED)   | Hayley Simmonds (GBR)      |
| Herrarnas tempolopp | Vasil Kiryjenka (BLR)  | Nelson Oliveira (POR) | Jan Bárta (CZE)            |

## Medaljtabell
| Pl.    | Nation         | Guld | Silver | Brons | Totalt |
| ------ | -------------- | ---- | ------ | ----- | ------ |
| 1      | Nederländerna  | 7    | 7      | 1     | 15     |
| 2      | Ryssland       | 5    | 1      | 7     | 13     |
| 3      | Italien        | 2    | 5      | 2     | 9      |
| 4      | Schweiz        | 2    | 1      | 2     | 5      |
| 5      | Vitryssland    | 2    | 0      | 3     | 5      |
| 6      | Grekland       | 2    | 0      | 0     | 2      |
| 7      | Storbritannien | 1    | 1      | 2     | 4      |
| 8      | Litauen        | 1    | 1      | 0     | 2      |
| 8      | Ukraina        | 1    | 1      | 0     | 2      |
| 10     | Tjeckien       | 1    | 0      | 2     | 3      |
| 11     | Frankrike      | 0    | 3      | 0     | 3      |
| 12     | Polen          | 0    | 1      | 3     | 4      |
| 13     | Österrike      | 0    | 1      | 1     | 2      |
| 14     | Estland        | 0    | 1      | 0     | 1      |
| 14     | Portugal       | 0    | 1      | 0     | 1      |
| 16     | Belgien        | 0    | 0      | 1     | 1      |
| Totalt | Totalt         | 24   | 24     | 24    | 72     |